# Anna Negri

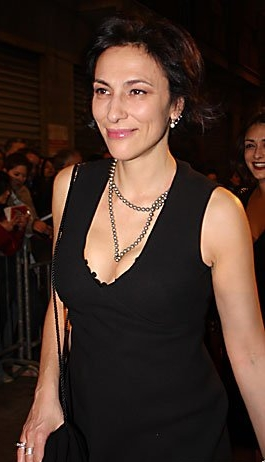
Anna Negri (2008)

Anna Negri (* 9. Dezember 1964 in Venedig) ist eine italienische Film- und Fernsehregisseurin.

## Leben
Negri, Tochter des Politikers und Philosophen Toni Negri, interessierte sich früh für das Kino, lebte in Paris und arbeitete als Assistentin von Nagisa Ōshima und anderen. Anschließend studierte sie an bedeutenden Ausbildungsstätten und in mehreren Ländern; so besuchte sie die Akademie der Schönen Künste in Groningen, diplomierte am London College of Printing und erlangte ihren Master in Fernseh- und Kinoregie am Royal College of Art. Während dieser Studienzeiten entstanden bereits mehrere Kurz- und Dokumentarfilme.
1999 legte sie ihr Kinodebüt vor, die nach einem Roman Rossana Campas entstandene ironische Komödie Am Anfang waren die Unterhosen. In der Folgezeit inszenierte sie für Fernsehreihen und eigenständige Fernsehfilme, darunter L'altra donna im Jahr 2002 und sechs Jahre später der bemerkenswerte Fall aus der Serie Crimini, La doppia vita di Natalia Blum. Im selben jahr erschien die Mockumentary Riprendami in den Kinos. Nach der Veröffentlichung einer Autobiografie, Con un piede impigliato nella storia, widmete sie sich weiteren Fernseharbeiten.

## Filmografie (Auswahl)
- 1999: Am Anfang waren die Unterhosen (In principio erano le mutande)
- 2008: Riprendemi